# Resina (film)
Resina è un film drammatico del 2018 diretto da Renzo Carbonera ispirato dalla vera storia del Coro Polifonico di Ruda.

## Trama
Maria è una giovane violoncellista che, delusa dal mondo della musica, decide di tornare nel suo paese natio, Luserna, un piccolo villaggio alpino dove si parla una lingua ormai morente: il cimbro (un antico idioma germanico di origine medioevale).
Maria deve affrontare una situazione familiare piuttosto tesa e apparentemente ostile al suo ritorno. Il fratello di Maria è morto, sua cognata è oberata dai debiti lasciati dal marito defunto ed è rimasta sola, con un figlio piccolo a carico e con la banca che non fa sconti, mentre la madre di Maria è appena uscita da una clinica psichiatrica e non si apre più al mondo.
La vita del paese è monotona ed è scandita da una certa fissità del tempo. I pochi abitanti del paese, preoccupati per i cambiamenti climatici e per gli effetti che questi hanno sui raccolti, dividono le proprie giornate tra lavoro e bar, spesso abusando di alcolici.
L'unico momento di svago è rappresentato da un piccolo coro tradizionale di appena quattro voci, diretto dal volenteroso Quirino. Questi cerca di affidarsi a Maria per migliorare le tecniche vocali e per alimentare la passione dei suoi coristi per la musica. Per convincere Maria a collaborare, Quirino parla di un fantomatico concorso canoro al quale vorrebbe partecipare.
Maria cerca così di rinnovare il repertorio del piccolo coro, introducendo nuove voci, ma incontra allo stesso tempo l'ostilità dei coristi più anziani, impermeabili alle novità e rassegnati al destino decadente che li circonda.
Le prove generali per il concorso, tenute in una chiesa gremita, preannunciano tuttavia il successo del nuovo coro diretto da Maria e l'avvento per quest'ultima di una nuova fase di serenità familiare.

## Distribuzione
Il film è stato presentato in anteprima italiana al Trento Film Festival, è stato selezionato tra i 13 film di "Estate d'Autore 2018" dalla FICE - Federazione Italiana Cinema d'Essai, distribuito nelle sale italiane a partire dal 31 maggio 2018. All'estero il film è stato presentato in circa 20 festival internazionali e distribuito in una quindicina di Paesi tra Europa, Americhe, Asia e Africa. La distribuzione internazionale è affidata a Wide Management, mentre sulle piattaforme on line il film è disponibile grazie a CG Entertainment e Amazon Prime Video.

## Accoglienza
Il film ha incassato in Italia poco più di 25.000 euro al box office. Il film ha ottenuto diversi riconoscimenti in rassegne e festival locali e internazionali, come il World Fest Houston del 2019 (Special Jury Remi),  il Gallio Film Festival del 2018 (Premio del Pubblico), il Parma Music Film Festival del 2018 (nel quale sono stati assegnati i premi per miglior interprete a Maria Roveran e il Premio speciale della critica) e il Green Movie Film Fest del 2017, che ha assegnato a Resina il premio come Miglior Film.

### Critica
Il tema del riscatto della piccola comunità, pur enfatizzato dai titoli iniziali, in realtà non viene mai sviluppato nel film, che in definitiva appare "sostanzialmente noioso" e "appesantito da attori non in grado di reggere un film", e i cui "personaggi appaiono così poco caratterizzati."

## Riconoscimenti
2019 - Globi d'Oro
Miglior colonna sonora - Vincitore